# Amphipyra subrigua
Amphipyra subrigua är en fjärilsart som beskrevs av Bremer 1853. Amphipyra subrigua ingår i släktet Amphipyra och familjen nattflyn. Inga underarter finns listade i Catalogue of Life.